# Hatherop
Hatherop é uma paróquia e aldeia do distrito de Cotswold, no condado de Gloucestershire, na Inglaterra. De acordo com o Censo de 2011, tinha 192 habitantes. Tem uma área de 5,50 km².